# Spiloconis glaesaria
Spiloconis glaesaria is een insect uit de familie van de dwerggaasvliegen (Coniopterygidae), die tot de orde netvleugeligen (Neuroptera) behoort. 
De wetenschappelijke naam Spiloconis glaesaria is voor het eerst geldig gepubliceerd door Meinander in 1998.